# Champawat-Tiger

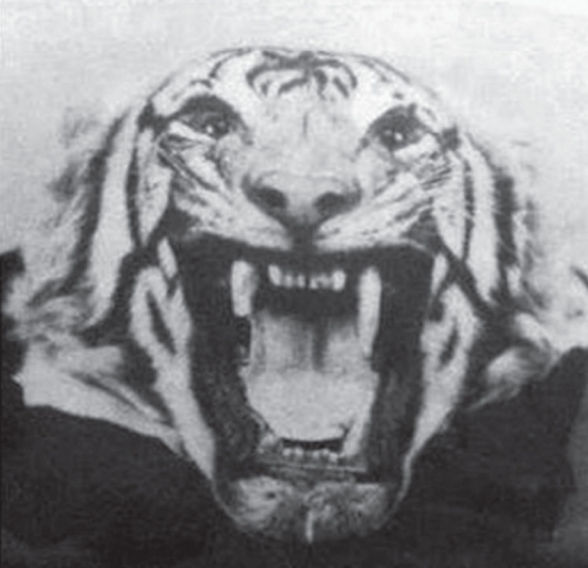
Kopf des Champawat-Tigers. Seine beiden rechten Eckzähne waren abgebrochen

Der Champawat-Tiger war ein berüchtigtes Tigerweibchen, das in den 1900er Jahren zunächst in Nepal und dann in Indien, unter anderem im Distrikt Champawat im heutigen indischen Bundesstaat Uttarakhand, Hunderte Menschen tötete. Der Tiger gilt als eines der gefährlichsten menschenfressenden Tiere der Geschichte.

## Hintergrund

Distrikt Champawat

Der Champawat-Tiger war ein Königstiger (Panthera tigris tigris), eine Unterart des Tigers, die in den Wäldern und Grasländern des indischen Subkontinents beheimatet ist. Seine Angriffe sollen in den Jahren 1900 bis 1907 insgesamt 436 Menschen das Leben gekostet haben. In Indien begannen die Angriffe 1903 im Bergland der Verwaltungsregion Kumaon, die an Nepal grenzt und zu der Champawat gehört. Die Opfer waren meist Dorfbewohner, die in der umliegenden Landschaft oder auf Feldern arbeiteten.

## Beauftragung von Jim Corbett

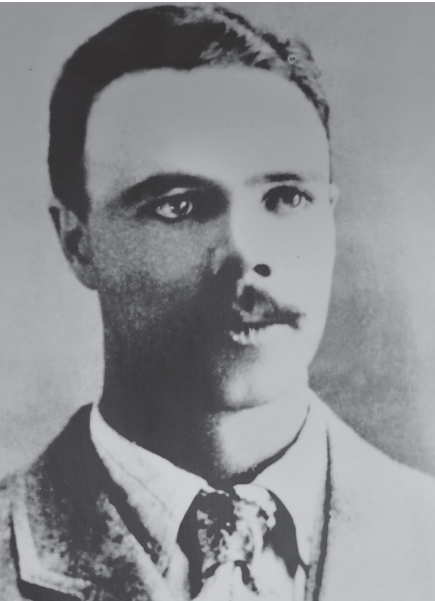
Jim Corbett, etwa 1907

Der Deputy Commissioner des Distrikts Nainital bat 1907 den britischen Oberst Jim Corbett, die Tigerin zu erlegen. Der in Indien geborene Corbett war ein naturkundlich interessierter, erfahrener Jäger und wurde später auch als Naturschützer bekannt. Corbett sagte der Tigerjagd unter den Bedingungen zu, dass die shikaris (indischen Großwildjäger) und Berufssoldaten, die bereits auf der Suche nach der Tigerin waren, zurückgerufen und die auf den Tod der Tigerin ausgesetzten Prämien zurückgezogen würden. Er begründete dies mit dem Risiko, versehentlich erschossen zu werden; auch wolle er nicht als „Prämienjäger“ angesehen werden.

## Details einiger Angriffe

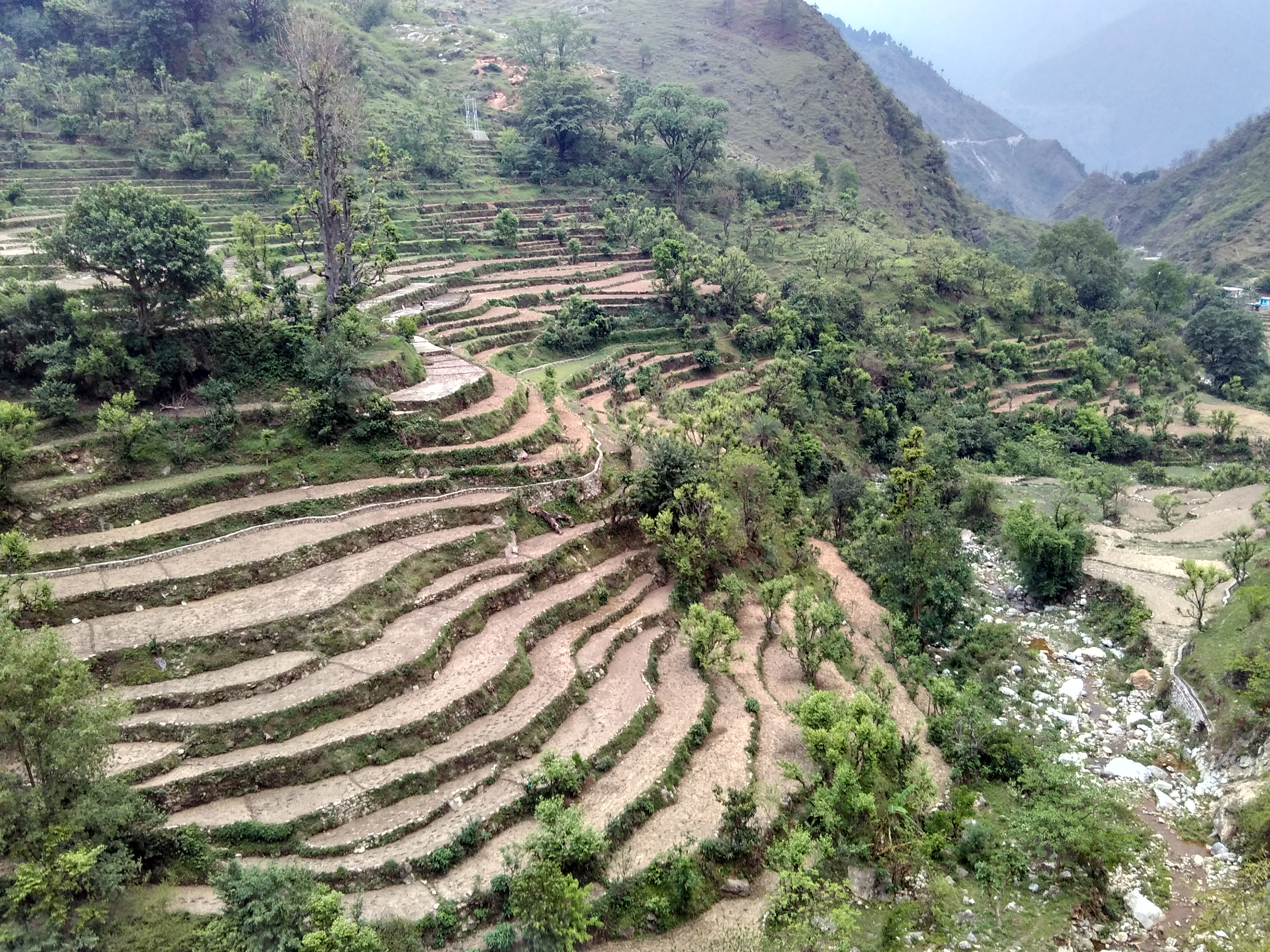
Kumaon liegt im Vorderen Himalaya. Vor den Reisterrassen verläuft am rechten Bildrand die Erosionsrinne eines Baches

Fünf Tage nachdem die Tigerin nahe dem Dorf Pali, einige Kilometer westlich von Champawat, eine Frau, laut Corbett das 435. Opfer, getötet hatte, traf er dort ein. Die etwa 50 Einwohner hatten ihre Häuser seit diesem Angriff nicht verlassen. Die Rufe der Tigerin waren drei Nächte aus der Richtung des zum Dorf führenden Wegs gehört worden, und sie war am Tag von Corbetts Ankunft auf Anbauflächen am Dorfrand gesehen worden. Die fünf Tage zuvor getötete Frau hatte in einer Gruppe von etwa 20 Frauen und Mädchen vormittags eine halbe Meile vom Dorf entfernt Eichenblätter für das Vieh gesammelt. Die Sammlerinnen waren dazu auf Bäume geklettert, drei der Frauen auf eine Eiche, die am Rand einer 1,2 Meter tiefen und bis zu dreieinhalb Meter breiten Erosionsrinne stand. Als eine dieser Frauen nach getaner Arbeit von dem Baum kletterte, dabei einen Ast umklammerte und sich von diesem herabhängen ließ, richtete sich die unbemerkt herangeschlichene Tigerin auf ihre Hinterbeine auf, packte die Frau am Fuß und zog sie in die Rinne. Dort kämpfte die Frau um ihr Leben; die Tigerin ließ ihren Fuß los, packte sie am Hals, sprang mit ihr aus der Rinne und verschwand mit ihr im Unterholz. Corbett rekonstruierte später anhand von Tatzenabdrücken, dass die Tigerin etwa zehn Meter von dem Baum entfernt hinter einem Felsen gelegen und offenbar auf eine herabsteigende Sammlerin gewartet hatte; durch die Bodenvertiefung anzuschleichen war für das Tier die einzige Möglichkeit, ungesehen zum Baum zu gelangen.

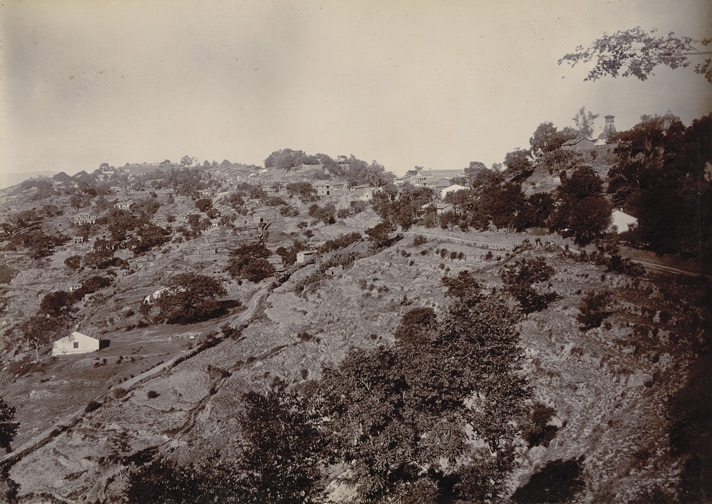
Hügelland bei Almora in Kumaon, aufgenommen 1895, wenige Jahre vor den Tigerangriffen in der Region

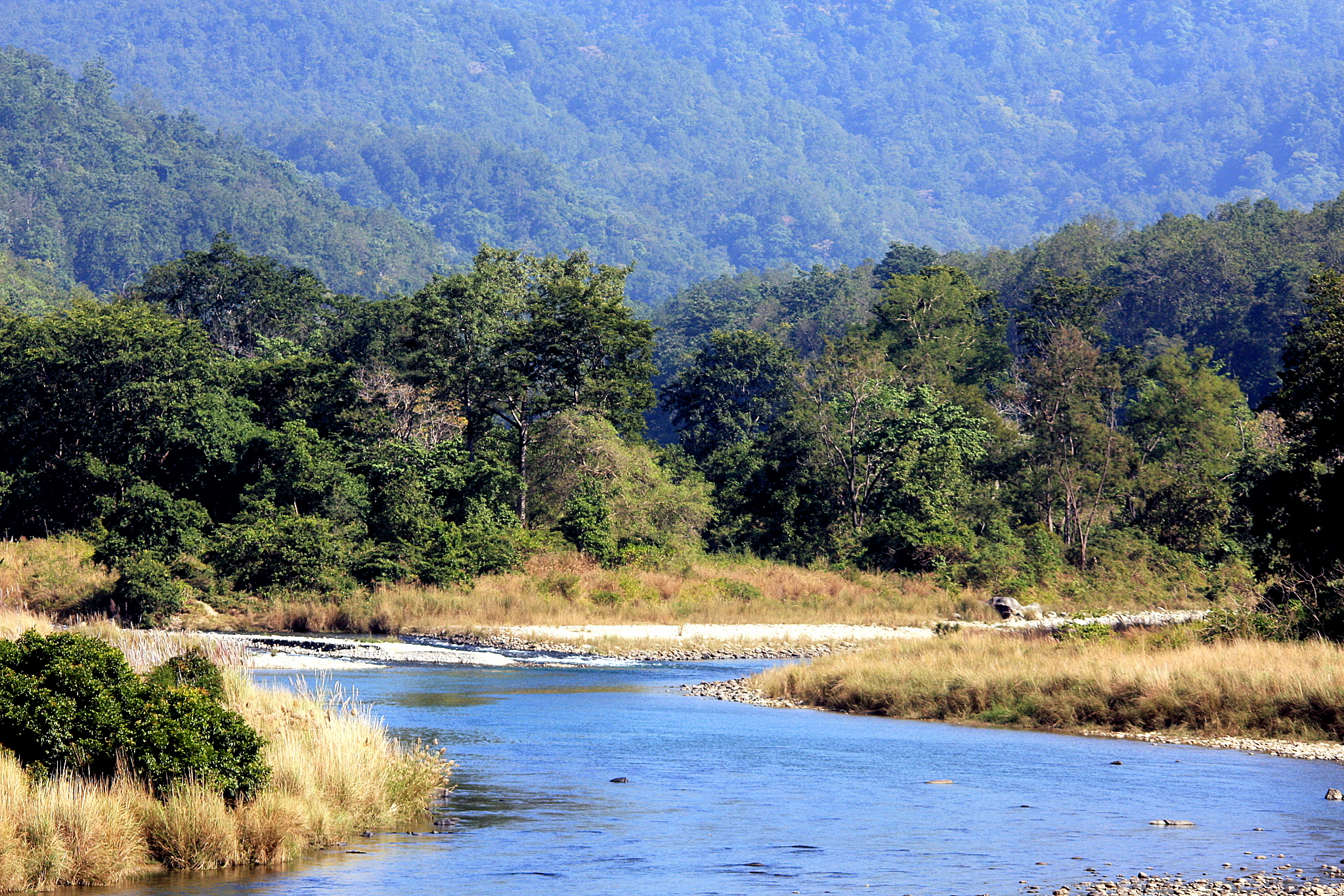
Tiger-Lebensraum im Corbett-Nationalpark in Uttarakhand

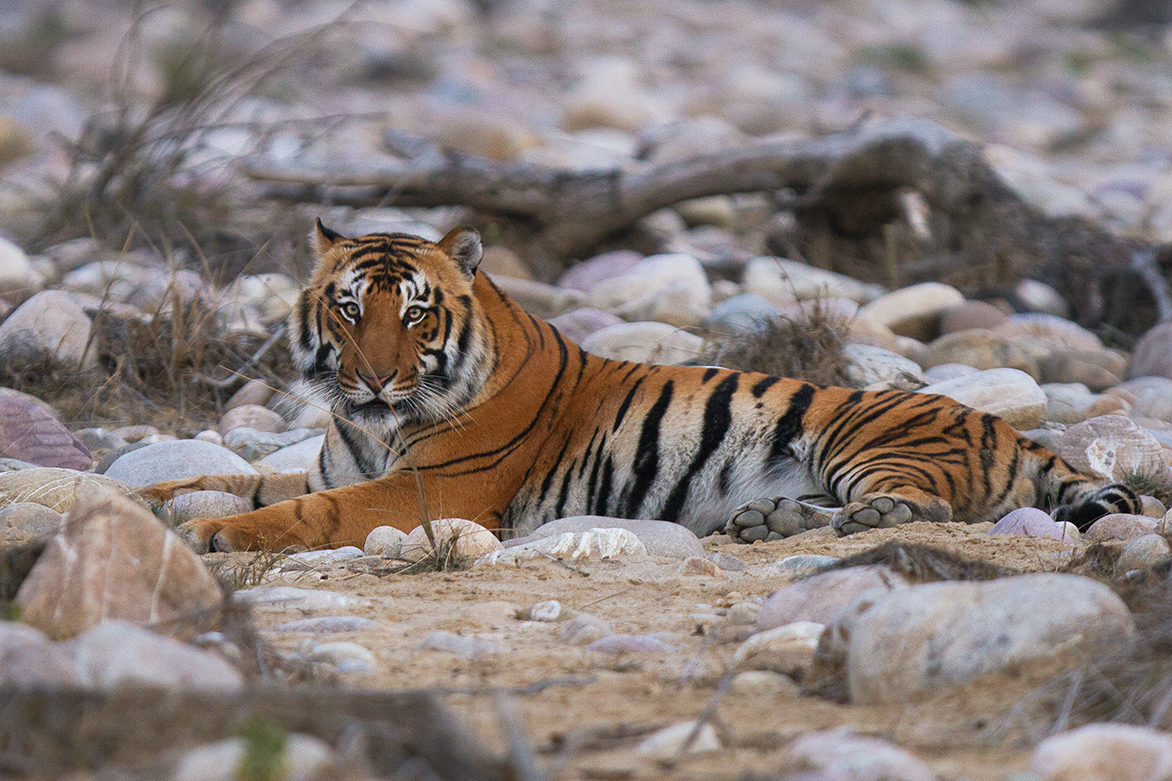
Königstiger im Corbett-Nationalpark

Ein Jahr zuvor war unweit des Dorfes eine Frau von der Tigerin verschleppt worden. Die Frau hatte an einem Hügel zusammen mit ihrer jüngeren Schwester Gras gemäht. Als sie von der Tigerin angegriffen und verschleppt wurde, lief die Schwester etwa hundert Meter hinter der Tigerin her, schwang ihre Sichel und schrie, das Raubtier solle ihre Schwester loslassen und stattdessen sie ergreifen. Die Tigerin ließ ihr totes Opfer fallen und drehte sich brüllend zu der Verfolgerin um, die sich ins Dorf rettete. Die Frau konnte nach diesem Ereignis nur mehr unartikulierte Laute von sich geben und gewann ihr Sprechvermögen laut Corbett in jenem Augenblick wieder, als er ihr den Kopf und Balg der Tigerin brachte.
Corbett unternahm etliche Versuche, die Tigerin bei Pali aufzuspüren; so verbrachte er eine helle Mondnacht („zähneklappernd vor Kälte und Angst“) an dem Weg sitzend, den die Tigerin offenbar regelmäßig entlang patrouillierte. Außerdem versuchte er, die Tigerin mit unkonventionellen Methoden anzulocken: Er legte einen Sari an und mähte so verkleidet Gras und sammelte Blätter von Bäumen. Nachdem Corbett zudem den Dschungel tagelang ergebnislos auf der Suche nach der Tigerin durchstreift hatte, nahm er an, diese habe die Gegend von Pali verlassen. Er ging mit seinen angeheuerten Männern etwa 15 Meilen Richtung Osten nach Champawat, Hauptort und Verwaltungssitz des gleichnamigen Distrikts, in dessen Umgebung die Tigerin ebenfalls Menschen angegriffen hatte.
Unterwegs schlossen sich weitere Männer der Gruppe an, und einige berichteten Corbett ein besonders verstörendes Ereignis. Sie seien zwei Monate zuvor in einer Gruppe von etwa 20 Männern zum Basar nach Champawat unterwegs gewesen. An einer Stelle, wo ihr Weg um den Fuß eines Hügels verlaufen sei, hätten sie aus dem Tal unterhalb des Wegs näherkommende verzweifelte Schreie eines Menschen gehört. Schließlich sei in knapp 50 Meter Entfernung ein Tiger vorbeigelaufen, der eine unbekleidete, blutbedeckte, um Hilfe flehende Frau im Maul trug. Als die Schreie nicht mehr zu hören gewesen seien, hätten die Männer ihren Weg fortgesetzt. Auf Corbetts Frage, warum sie nichts unternommen hätten, antworteten die Männer, sie hätten Angst gehabt, schließlich hätte der Tiger auch sie angreifen können, und der Frau sei wegen ihrer schweren Verletzungen ohnehin nicht zu helfen gewesen.
Corbett erfuhr, dass die sehr junge Frau in einem Dorf bei Champawat gelebt hatte und beim Sammeln von Feuerholz angegriffen worden war. Ihre Begleiter hatten im Dorf Alarm geschlagen, eine Gruppe mit einigen bewaffneten Männern war losgezogen, der sich dann jene 20 Männer anschlossen, sodass sich eine Gruppe von 50 oder 60 Männern auf die Suche machte. 200 Meter von der Stelle, wo die Frau Holz gesammelt hatte, wurde ihre Kleidung gefunden. Die Männer schlugen ab dort permanent auf Trommeln und feuerten Schüsse in die Luft; sie fanden die Leiche mehr als eine Meile entfernt auf einer Felsplatte. Die Tigerin hatte alles Blut abgeleckt, jedoch nicht von der Leiche gefressen.

## Tod der Tigerin
Während Corbetts Aufenthalt in einem Bungalow bei Champawat erhielt er die Nachricht, ein 16 bis 17 Jahre altes Mädchen sei angegriffen worden. Das Mädchen hatte in einer Gruppe von einem Dutzend Personen am Hang eines mit einzelnen Eichen bestandenen Hügels Holz gesammelt. Corbett brach zum Angriffsort auf; dort angekommen konnte er sich nicht erklären, wie ein Tiger in dem offenen Gelände von so vielen Leuten unbemerkt heranschleichen konnte. Auch in diesem Fall hatte die Tigerin die Kleidung ihres Opfers sowie seine Perlenkette vom Körper gerissen, bevor sie die Leiche an einen Fressplatz geschleppt hatte. Corbett folgte mehr als vier Stunden den Spuren der Tigerin und den Blutspuren durch schwieriges Gelände und fand an einem Bachlauf schließlich Leichenteile und die Tigerin, die sich brüllend ins Unterholz zurückzog, ohne dass Corbett einen Schuss abfeuern konnte; laut Corbett war das Mädchen das 436ste Opfer.
Mit Unterstützung des Tahsildars, eines Regierungsbeamten, organisierte Corbett am nächsten Morgen eine Treibjagd. Ziel war es, die Tigerin, deren ungefähren Aufenthaltsort Corbett jetzt kannte, durch eine enge Schlucht zu treiben. Dem Tahsildar gelang es, 298 Männer für die Jagd zu rekrutieren, viele davon besaßen Schusswaffen, oft illegal, worüber der Beamte hinwegsah. Die Männer trieben die Tigerin mit Schüssen, Rufen, Trommelschlägen und herabgerollten Steinen in Corbetts Richtung, der sich am Ausgang der Schlucht positioniert hatte. Corbett tötete das Tier mit mehreren Schüssen. Die Tigerin hatte schwere Schäden an zwei Eckzähnen, die nach Corbetts Einschätzung von einem früheren Schuss herrührten und sie daran gehindert hatten, normal Beute zu machen.

## Weitere Entwicklungen
Corbett erschoss in späteren Jahren in der Region Kumaon weitere Tiger, darunter vier, die Menschen angegriffen hatten: die beiden Chowgarh-Tiger im Distrikt Nainital, den Mohan-Tiger im Distrikt Almora und den Kanda-Tiger im Distrikt Tehri Garhwal. Er widmete sein Leben auch dem Schutz von Wildtieren und der Erhaltung ihrer Lebensräume. Sein Einsatz trug dazu bei, dass der Corbett-Nationalpark eingerichtet wurde, der erste Nationalpark Indiens.

## Populärkultur
Die Geschichte des Champawat-Tigers und Corbetts Jagden wurden in verschiedenen Büchern, Filmen und Dokumentationen thematisiert. Jim Corbett selbst schrieb darüber in seinem Buch The Man-eaters of Kumaon (1944), das zu einem Klassiker der Wildnisliteratur wurde.